# Basislinie (Chromatographie)

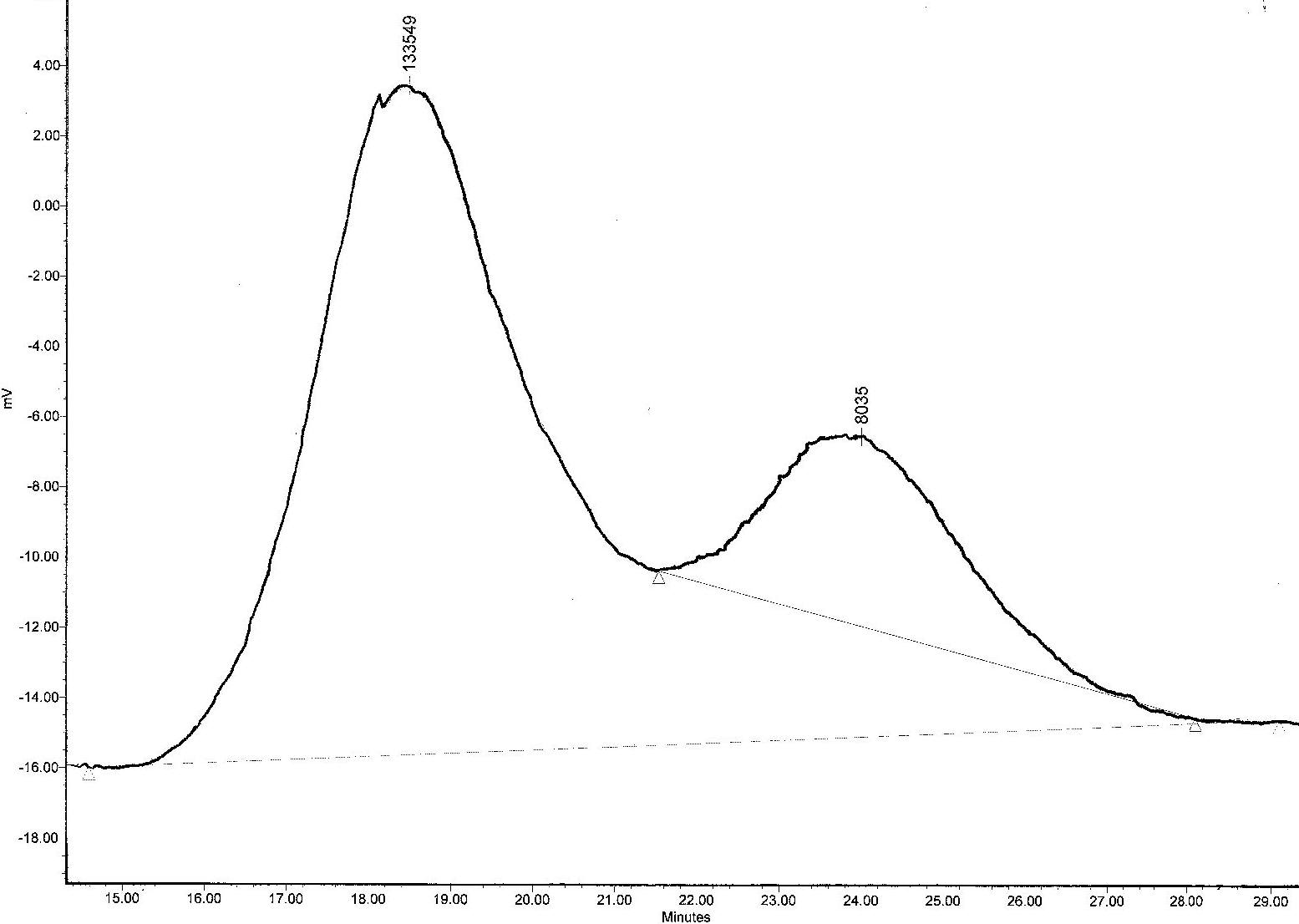
Basislinien in einem Chromatogramm (gepunktet bzw. gestrichelt eingezeichnet)

Die Basislinie bezeichnet in der Chromatographie das Messsignal, welches erfasst wird, wenn ausschließlich die mobile Phase ohne Probenmaterial an den Detektor geleitet wird.
Die Basislinie entspricht einer geradlinig verlaufenden Linie und bildet eine bestimmte (unten liegende, idealerweise horizontale) Bezugslinie im Chromatogramm. Der Chromatogramm-Kurvenverlauf (Molekülanzahl als Funktion der Zeit) ist das, was der Detektor ausgibt, wenn der mobilen Phase ein Probenmaterial mit einem zu chromatographierenden Stoffgemisch zugegeben und das Chromatographie-Experiment gestartet wird. Die einzelnen chemischen Stoffe des Gemischs passieren den Detektor (Erfasser der Molekülzählung passierender Moleküle) während des Chromatographieexperimentablaufs zu unterschiedlichen Zeitpunkten, was sich jeweils durch einen Peak im Kurvenverlauf bemerkbar macht: jeder Peak im Chromatogramm entspricht also einem aus einem Gemisch stammenden nachgewiesenen Stoff. 
Bei der experimentellen Versuchsauswertung werden dann die Peaks zur Basislinie in Beziehung gesetzt. Für die Auswertung ist meist die Fläche bedeutend, die von der (gedachten oder extrapolierten) Basislinie und dem Signalverlauf eingeschlossen wird. Basislinien in experimentellen Chromatogrammen können auf unterschiedliche Weisen extrapoliert werden: Horizontal, von Minimum zu Minimum oder angenähert an einen vorhandenen Kurvenverlauf.